# 普拉亚格拉吉
普拉亞格拉吉（羅馬化：Prayāgrāj），是印度北方邦的一座城市。
原名安拉阿巴德（羅馬化：Ilāhābād）的意思是“安拉的城市”（City of Allah），这是由莫卧儿帝国的阿克巴于1583年授予的。在印度字母表中，它拼作“Ilāhābād”：其中“ilāh”在阿拉伯语中意思为“上帝”，而“-ābād”则是波斯语“地方”的意思。
2018年在北方邦首席部长约吉·阿迪亚纳特的印度人民党政府领导下改为现名。现在的普拉亞格拉吉是「钵罗耶伽」（Prayāga，梵语“祭祀之地”，也是梵天创造世界后第一次献祭的地方）古代圣城的遗址之一。它也是印度教和印度神话中非常重要的一座城市。
由于正好处在比格林威治早5小时30分钟的地理位置，因此普拉亞格拉吉被当作了印度标准时间的参考点。

## 名人
- 贾瓦哈拉尔·尼赫鲁：印度前总理、国大党前主席
- 英迪拉·甘地：印度前总理
- 拉吉夫·甘地：印度前总理